# Albert Sézary
Albert Sézary, född 26 december 1880, död 1 december 1956, fransk dermatolog.
Han föddes i Alger och studerade i Paris. Han tog sin examen 1909 och knöts till laboratoriet vid den medicinska kliniken hos Hôtel-Dieu de Paris 1911. 1921 visade han att en kombinerad behandling av arsenik och vismut kunde leda till tillfrisknande hos patienteter med återkommande syfilisinfektioner. Från 1927 var han professeur agrégé i hud- och könssjukdomar. 1937 blev han ordförande för Société française de dermatologie och 1945 valdes han in i l’Académie de Médecine.
Sézary har givit namn åt Sézarys cell och Sézarys syndrom.